# Rodolfo Bodipo
Rodolfo Bodipo Díaz (Sevilla, Spanyolország, 1977. október 25.) labdarúgó. Jelenleg a spanyol labdarúgó-bajnokság első osztályában játszó Deportivo La Coruña csatára.

## Klubpályafutása
Bodipo a spanyolországi Sevillában, Andalúzia fővárosában született vegyes családban, apja egyenlítői guineai, anyja spanyol. Játékosként az alacsonyabb osztályban szereplő CD Isla Cristina klubnál kezdte, majd az ország több klubjában megfordult, mérsékelt sikerrel: Recreativo de Huelva (három szezon a Spanyol labdarúgó-bajnokság másodosztályban, Racing de Santander és Deportivo Alavés (mindkét esetben szerepe volt abban, hogy a csapat feljutott az első osztályba); ez utóbbi klubbal a 2004–05-ös másodosztályú szezonban legjobb statisztikai eredményét érte el, 39 mérkőzésen 16 gólt szerzett és csapata harmadikként végzett a bajnokságban.
A 2006–2007-es szezonban a Deportivo de La Coruña klubhoz szerződött, ahol első két szezonja során általában negyedik cserejátékos volt, első szezonjában pedig egy súlyos térdszalag-sérülés miatt nem tudott pályára állni.
A 2008 decemberében kezdődő 2008–2009-es spanyol bajnokság első két hete alatt három gólt szerzett a Deportivónak, az egyiket az AS Nancy ellen UEFA-kupacsoportmérkőzésen (1–0 arányú hazai győzelem), a másikat a Getafe CF elleni, 2–1 arányban megnyert mérkőzésen, és egy büntetőrúgást is kiharcolt, melyet Sergio értékesített.

## Nemzetközi pályafutása
Származása alapján Benjamín Zarandonához és Javier Balboához hasonlóan úgy döntött, hogy Egyenlítői-Guinea labdarúgó-válogatottjában kíván játszani. Első két válogatott mérkőzését a togói labdarúgó-válogatott ellen játszotta a 2006-os labdarúgó-világbajnokság selejtezői során.

### Nemzetközi mérkőzéseken elért góljai
| # | Dátum               | Helyszín                                         | Ellenfél     | Góljai | Végeredmény | Torna                                      |
| - | ------------------- | ------------------------------------------------ | ------------ | ------ | ----------- | ------------------------------------------ |
| 1 | 2006. március 29.   | Estadio Internacional, Malabo, Egyenlítői-Guinea | Benin        | 1 – 0  | 2 - 0       | Barátságos mérkőzés                        |
| 2 | 2006. szeptember 3. | Estadio Internacional, Malabo, Egyenlítői-Guinea | Libéria      | 2 – 1  | 2 - 1       | 2008-as afrikai nemzetek kupája, selejtező |
| 3 | 2007. november 21.  | Nuevo Estadio, Malabo, Egyenlítői-Guinea         | Niger        | 1 – 1  | 1 - 1       | Barátságos mérkőzés                        |
| 4 | 2008. szeptember 6. | National Stadium, Freetown, Sierra Leone         | Sierra Leone | 1 – 2  | 1 - 2       | 2010-es labdarúgó-világbajnokság-selejtező |